# D
 Ovo je glavno značenje pojma D. Za registracijsku oznaku Njemačke pogledajte D (registracijska oznaka).
D je 6. slovo hrvatske abecede. Označava zvučni alveolarni plozivni suglasnik. Također je:
- oznaka za rimski broj 500
- u glazbi oznaka za ton d
- u geometriji oznaka za promjer kruga
- u kemiji znak za deuterij, izotop vodika
- u SI sustavu znak za prefiks deci (1/10, d)
- međunarodna automobilska oznaka za Njemačku

## Povijest
Razvoj slova „B” moguće je pratiti tijekom povijesti:
| Proto-semitsko D (riba) | Proto-semitsko D (vrata) | Feničko dalet | Grčko delta | Etruščansko D | Rimsko D |
| Proto-semitsko D (riba) | Proto-semitsko D (vrata) | Feničko dalet | Grčko delta | Etruščansko D | Rimsko D |